# 下津小井戸
下津小井戸（おりづこいど）は、愛知県稲沢市の地名。

## 地理

### 交通
- 愛知県道190号名古屋一宮線
- 愛知県道161号名古屋豊山稲沢線

## 歴史

### 沿革
- 1978年（昭和53年） - 稲沢市下津町の一部により、同市下津小井戸町が成立[1]。

### 人口の変遷
国勢調査による人口および世帯数の推移。

#### 下津小井戸
| 2010年（平成22年） | 50世帯 156人 |  |
| 2015年（平成27年） | 73世帯 218人 |  |
| 2020年（令和2年）  | 68世帯 203人 |  |

### WEB
1. ↑  “愛知県稲沢市の町丁・字一覧”.   人口統計ラボ. 2023年5月5日閲覧。
2. 1 2  総務省統計局 (2022年2月10日). “令和2年国勢調査の調査結果(e-Stat) - 男女別人口，外国人人口及び世帯数－町丁・字等” (CSV). 2023年8月2日閲覧。
3. 1 2  “読み仮名データの促音・拗音を小書きで表記するもの(zip形式) 愛知県” (zip).   日本郵便 (2024年2月29日). 2024年3月26日閲覧。
4. 1 2  “市外局番の一覧” (PDF).   総務省 (2022年3月1日). 2022年3月22日閲覧。
5. ↑  “ナンバープレートについて”.   一般社団法人愛知県自動車会議所. 2024年1月21日閲覧。
6. ↑  “ナンバープレートについて”.   一般社団法人愛知県自動車会議所. 2024年1月21日閲覧。
7. ↑  総務省統計局 (2012年1月20日). “平成22年国勢調査の調査結果(e-Stat) - 男女別人口及び世帯数 －町丁・字等” (CSV). 2021年7月21日閲覧。
8. ↑  総務省統計局 (2017年1月27日). “平成27年国勢調査の調査結果(e-Stat) - 男女別人口及び世帯数 －町丁・字等” (CSV). 2021年7月21日閲覧。

### 書籍
1. ↑  「角川日本地名大辞典」編纂委員会 1989, p. 531.